# Президентские выборы в Иране (1997)
Президентские выборы 1997 года в Иране состоялись 23 мая 1997 года и завершились победой реформистского кандидата Мохаммада Хатами, набравшего почти 70 % голосов. Выборы характеризовались высокой явкой — 88 % имеющих право голоса, по сравнению с 63 % на предыдущих президентских выборах.

## Кандидаты
После выдвижения кандидатур кандидатов в президенты Совет стражей конституции отклонил кандидатуры 234 претендентов и допустил к участию в выборах только четверых кандидатов:
- Мохаммад Хатами, бывший министр культуры и исламской ориентации
- Мохаммад Рейшахри, бывший министр разведки и национальной безопасности
- Реза Завареи, член Совета стражей
- Али Акбар Натек-Нури, действующий спикер парламента Ирана.

Кандидатов попросили выразить своё мнение по поводу фетвы о смертном приговоре автору «Сатанинских стихов» Салмана Рушди. Али Акбар Натек-Нури ответил, что любой «хороший мусульманин» поддержит фетву, в ответ на это сторонников Мохаммада Хатами назвали Натек-Нури «талибом Ирана». Сам Мохаммад Хатами уклонился от ответа на этот вопрос.
Мохаммад Хатами в ходе предвыборной кампании поддержал смягчение ряда исламских норм «от женской одежде до разрешения телевизионных спутниковых тарелок».
| Результаты выборов                         | Результаты выборов                   | Результаты выборов         | Результаты выборов | Результаты выборов | Результаты выборов |
| Партия                                     | Партия                               | Кандидат                   | Число голосов      | %                  |                    |
| ------------------------------------------ | ------------------------------------ | -------------------------- | ------------------ | ------------------ | ------------------ |
|                                            | Лига воинствующего духовенства       | Мохаммад Хатами            | 20,078,187         | 69,6 %             |                    |
|                                            | Ассоциация воинствующего духовенства | Али Акбар Натек-Нури       | 7,242,859          | 25,0 %             |                    |
|                                            | Независимый                          | Реза Завареи               | 771,460            | 2,7 %              |                    |
|                                            | Исламская коалиционная партия        | Мохаммад Рейшахри          | 742,598            | 2,6 %              |                    |
| Недействительные бюллетени                 | Недействительные бюллетени           | Недействительные бюллетени | 240,996            |                    |                    |
| Всего                                      | Всего                                | Всего                      | 29,067,100         | 100.00 %           | 100.00 %           |
| Явка                                       | Явка                                 | Явка                       | 88 %               | 88 %               | 88 %               |
| Источник:Министерство внутренних дел Ирана |                                      |                            |                    |                    |                    |